# 英国议会
大不列颠及北爱尔兰聯合王国国会（英語：The Parliament of the United Kingdom of Great Britain and Northern Ireland），中文简称为英国国会或联合王国议会，是英国和英國海外領地的最高立法机关，独自享有議會主權。英国国会的首领为英国君主；它还包括上议院和下议院。上议院议员分为两种：上议院靈职议员（Lords Spiritual，即英国国教中的高级神职人员）和上议院俗職议员（Lords Temporal，即贵族成员）。上议院议员大部分是以指派方式产生。下议院则恰恰相反，是由选举产生。上议院和下议院位于大伦敦威斯敏斯特市威斯敏斯特宫（即国会大厦）的上議院廳和下議院廳。
国会是由早期为君主提出治国建议的政务会发展而来。理论上国会的权力并不归属于国会，而属于“君临国会”（Crown-in-Parliament）。尽管有争议，国会中的君王仍常被认为是完整的君主主权。现代的国会权力属于通过民主选举而产生的下议院。君主仅作为象征意义的领袖。由非选举产生的上议院权力十分有限。
由于以英联邦国家为代表的许多国家，其立法机构以英国国会为原型，英国国会通常被称作“国会之母”。但这却是对约翰·布赖特的错误引用。实际上，他是在1865年1月18日一篇支持建立国会政府的先锋国家扩大投票权利的文章中谈到“英格兰是国会之母”。

## 歷史沿革
在中世紀時期，如今的聯合王國是分成三個王國，分別為英格蘭、蘇格蘭與愛爾蘭，其中三個王國也分別有自己的議會。根據1707年的聯合法案將英格蘭議會與蘇格蘭議會合併成為大不列顛議會，在1800年所通過的《1800年联合法令》再將愛爾蘭議會於1801年合併，成立了英國國會。

### 賢人會議
英格蘭議會的起源可追寻到盎格鲁-撒克逊时期。盎格鲁-撒克逊国王通常由賢人會議辅佐，賢人會議通常由国王的儿子和兄弟组成。郡長（earldormen），或各郡的行政及司法长官，以及高级神职人员在賢人會議同样拥有席位。国王仍拥有最终权力，但法律與國家內外的重大決策却只能通过寻求賢人會議的建议（以及后期的賢人會議同意）而制定。

### 大會議與御前會議
1066年威廉一世将其法蘭西王國的封建制度带到英格兰。随后他便将土地赐予其重要的军事支持者，这些人又将土地赠与他们的支持者，从而形成一套封建等级制度。那些直接从国王手中得到土地的人被称为领主，而他们的领地被称为采邑。威廉一世是一位专制君主，但他在制定法律之前也要向大會議（Magnum Concilium；由领主、國王宮廷的高級官員與擁有國王土地的神职人员组成）或御前會議（Curia regis；由在宮廷的權貴與宮廷官員组成）寻求咨询。

### 英格蘭議會
英格蘭議會自御前會議衍生而來。這種會議其後成為神職人員（包含大主教、主教、修道院院長）、貴族（伯爵、男爵等）、與各郡代表的組合（其後又加入各自治市（borough）代表）。
1295年愛德華一世召開模範議會，被視為往後議會的經典範例。在會議中各自治市（包括市鎮和城市）的代表首次獲准參加議會；自此以後，每郡都會派兩名騎士出席議會，而每自治市則派出兩名自治市市民，以作自治市之代表。最初，自治市代表基本上是毫無權力可言的，相較之下，每郡在議會中有固定的席位，但是自治市在議會擁有議席與否，卻全憑君主的愛憎喜惡，假若某自治市的代表議員顯露出獨立之意向，那他所代表的自治市便很大機會被排除於議會之外。至於騎士的地位，則比自治市代表要好，不過由於議會初期實行一院制，所以他們的力量始終不及議會中的貴族與神職人員。
議會之權威增長緩慢，隨著君權之升降而起伏。例如說，愛德華二世在位期間（1307年－1327年），貴族擁有無上權威，君權受制，而各郡與各自治市代表則軟弱無力。1322年，國會首次非經一般慣例或皇室特許認可其職權，而是以國會自行通過確立其權威地位的方式，認可自身職權。愛德華三世在位期間（1327年－1377年），事態發展更進一步。其中最重要的一項是，國會於其在位期間一分為二：下議院（由各郡與各自治鎮代表組成）與上議院（由神職人員及貴族組成）。國會權威持續增長，十五世紀早期，兩院所行使的職權都達到前所未見的程度。由於國內的貴族政治與神職人員影響重大，上議院遠較下議院更具權勢。
15世紀晚期爆發的內戰，世稱玫瑰戰爭，貴族勢力於此期間再度削弱。許多貴族或於戰鬥中死傷，或因捲入內戰而遭處決，許多貴族之原有產業因而落入君主之手。尤有甚者，封建制度凋零，各貴族所領之割據勢力一蹶不振。君主因而得以於國內重建無上權威。君權於十六世紀都鐸王朝統治期間持續增長，於亨利八世在位期間（1509年─1547年）達到最高峰。
上議院仍較下議院更具權勢，但下議院之影響力亦日見增長。其與上議院之連繫於17世紀中到達巔峰。君主與國會（大部分是下議院）的衝突最終於1640年代引發英國內戰。在查理一世於1649年敗北並遭處決後，英格兰联邦宣告成立，但這個联邦實質上由奧利弗·克伦威尔獨裁統治。在克倫威爾與其於下議院的擁護者支配的政府中，上議院大致上又變成無權無勢的機構。1649年3月19日，國會通過法令廢止上議院。
法令宣稱：

（漢譯：英格蘭各界長久以來體驗到上議院無益且危害英格蘭人民。）
直到1660年的公約議會（Convention Parliament）開會且君主復辟後，上議院方再度集會。此後上議院又回復為國會中較具權勢之一院。

### 大不列顛議會
在18世紀議會最顯著的改變，要算是首相一職的發展。後來在1782年，時任托利黨首相腓特烈·諾斯因為未能帶領大不列顛王國在美國獨立戰爭中取得勝利，結果遭議會通過不信任動議，使之被迫下野。此事反映出一個政府倘若不獲國會的支持，就要垮台，而這也正是今日人們對民主政府的看法。不過，儘管人們常認為政府一定要得到下議院的支持，但這其實是近代所發展開來的。同樣地，首相出身下院的慣例，也絕不是早於18世紀就出現的。

### 聯合王國議會

#### 19世紀

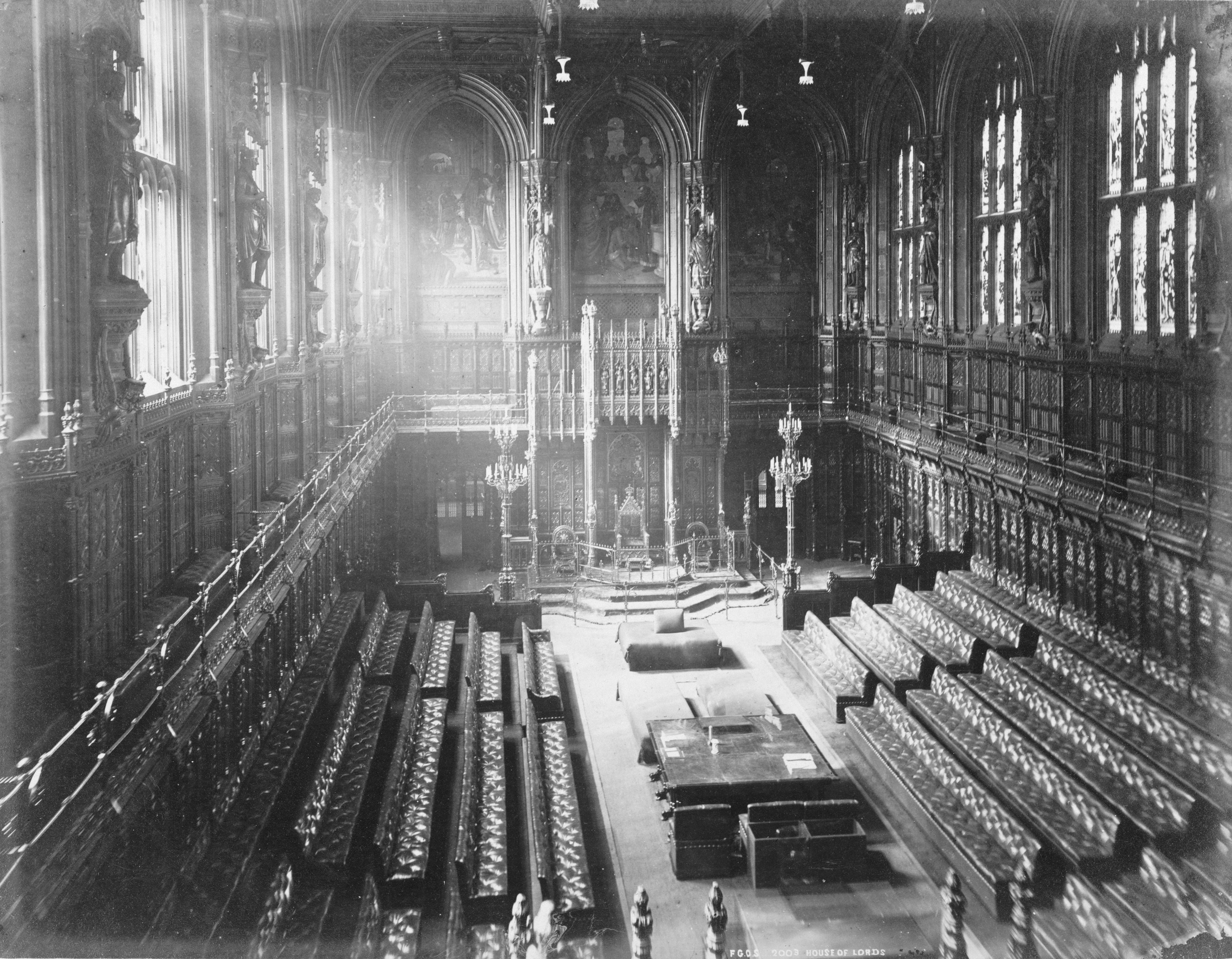
上議院議事廳。約1870年～1885年。

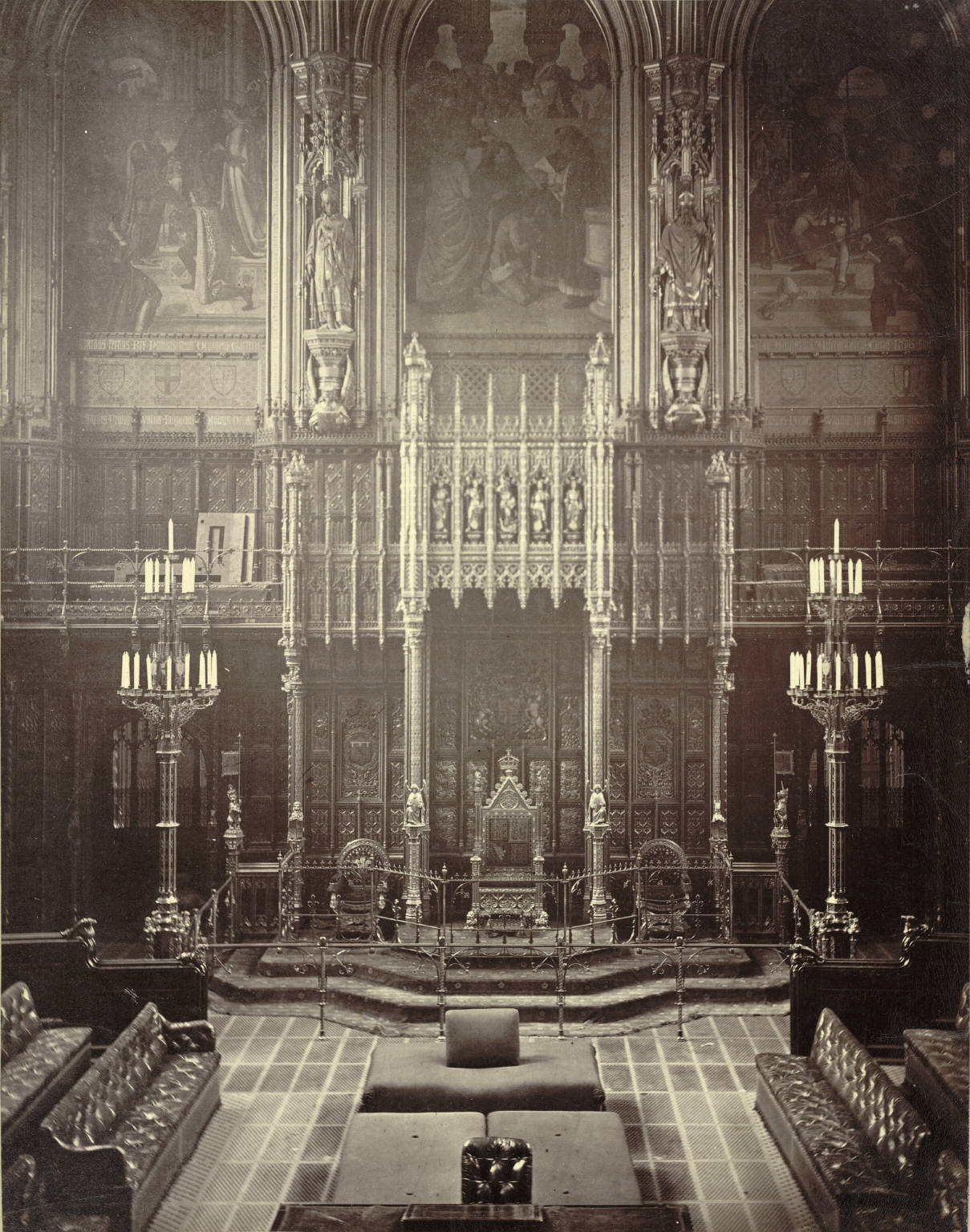
上議院議事廳中的御座。約1870年～1885年。

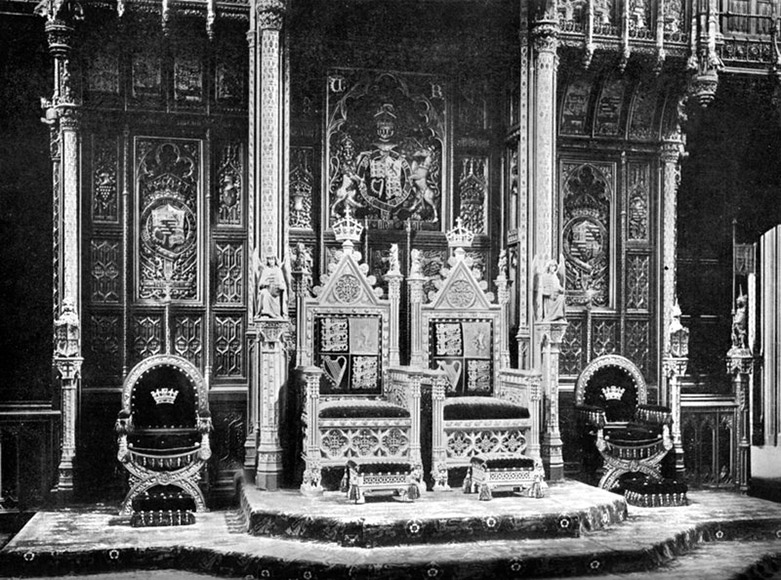
上議院議事廳御座近景。約1902年。

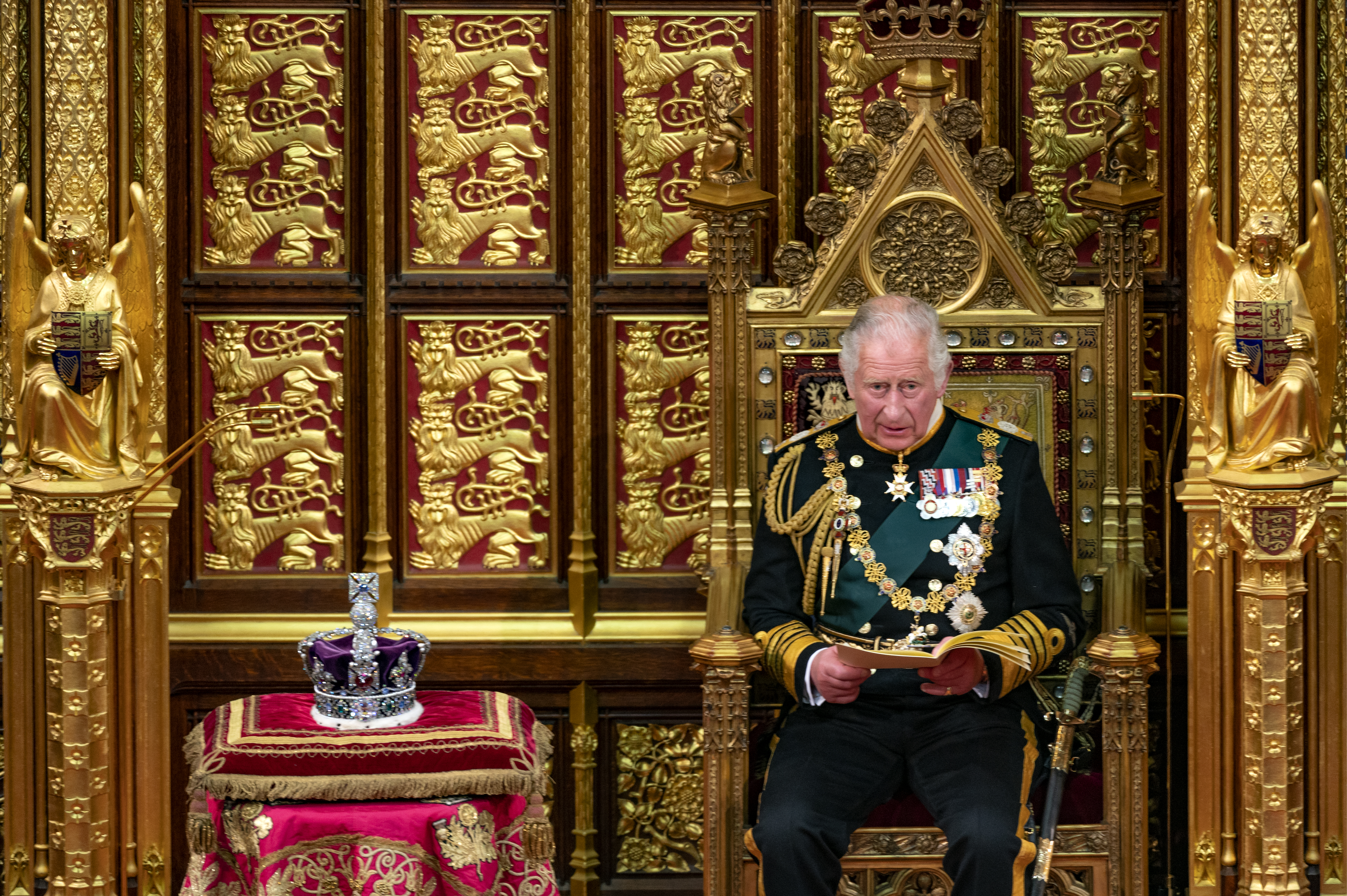
威爾斯親王查爾斯代表母親伊莉莎白二世出席與主持國會開幕大典，並發表御座致辭。2022年。

上議院於19世紀歷經數次改變。該院一度僅有50名左右的議員，復因乔治三世及其繼位者大肆封爵而鉅幅膨脹。院中個別議員的影響力因而遽降。此外，上議院本身的權勢也在降低，而同時下議院的力量卻在增長。在下議院逐步發展出優勢的過程中，值得注意的是1832年的改革法案危機（Reform Bill Crisis）。在當時，下議院的選舉體制並不民主，而是極為陳舊原始：以財產權大幅限制選民資格；許多選區數世紀以來未曾重新劃界；好幾個像曼徹斯特這樣實際居住人口眾多的市鎮，在下議院內連一名代表全城的議員都沒有，但僅有11名選民的老沙倫（Old Sarum）選區堅持因襲其固有的權利，選出兩名國會代表。小自治市易受賄選影響，區代表通常受贊助者的控制，獲得這些贊助者的提名即是當選的保證。若干貴族一人可贊助數名腐化的腐敗選區，從而在下議院中劃出可觀的地盤。
1831年，當下議院通過《1832年改革法令》以糾正這些病態情況時，遭上議院駁回，且於1832年又再遭駁回，但內閣並未就此放棄眾望所歸的改革志業。時任首相的查爾斯·格雷於是議請英皇另行冊封約80名贊成改革的貴族以壓倒上議院中反對此案的力量。威廉四世一開始對此議留中不發，但上議院中的反對派已倍感威脅。反對改革的議員們因此於冊封新貴族之前認輸，在表決中棄權以任令法令通過。上議院的政治影響力在這場危機中受損，但並未徹底瓦解。然而上議院的權勢在19世紀受到更進一步的侵蝕，下議院逐漸成為國會中較有影響力的一院。

#### 20世紀
上議院的權力問題於1906年自由黨政府再次上台後，以加稅的方式籌措財再度成為焦點。加稅法案在保守黨主導的上議院中受挫。在1910年12月的大選後，阿斯奎斯得以確保限制上議院權力案定獲通過。首相提案，英皇同意，而上議院若不通過此案，將會湧入500名新冊封的自由黨籍貴族（即1832年用以迫使上議院默許改革法案的相同策略）。結果，《1911年國會法令》（Parliament Act 1911）迅速獲得通過，褫奪上議院駁回大多數法案的權力。撥款案（僅與歲入及公共支出相關的法令，如預算案）不能在上議院中擱置超過一個月，而其他大多數法案則不能超出三個會期或兩年。《1911年國會法令》本非永久性方案，原已策劃更為廣泛的改革，但兩黨皆無徹底執行之熱情，而上議院大體上維持世襲。1949年，國會法經小幅增訂，上議院有權擱置大多數法案的時間自三會期或兩年縮減為兩會期或一年。
1958年，上議院優勢性的世襲狀態受《1958年終身爵位法令》（Life Peerages Act 1958）所改變。該法令授權在不設上限的情況下，冊封終身貴族。1968年，哈羅德·威爾遜的工黨政府企圖改革上議院，提案允許世襲貴族保持上議院內之席位並參與辯論，但不具表決權。該計畫於下議院受挫於相互結盟的傳統保守黨員（如衛生大臣埃諾奇·鮑威爾）與支持徹底廢除上議院的工黨黨員們（如·富特）。在富特奪得工黨的領導權後，廢除上議院納入黨章。然而在尼尔·基诺克（工党领袖）的領導下，代之以改革上議院。同時，策封世襲貴族也遭制止（皇室成員除外），僅有的例外是1980年代保守黨的主政時之三例。

#### 21世纪
領導的工黨於1997年重新上台後，預示上議院即將改革。政府提案撤除所有貴族於上議院中世襲的議席，作為改革上議院的第一步。然而，有92名世襲貴族可在改革完成之前保留其席位，以作為妥協條件。有關改革後來隨《1999年上議院法令》（House of Lords Act 1999）獲通過而落實。
然而，改革自此再無進展。韦克厄姆委员会（Wakeham Commission）提案，上議院內20%的成員由選舉產生，但此計畫廣受批評。聯席委員會（Joint Committee）於2001年創立以解決該項紛爭，但未能就此達成結論，反而提出七種選項以供國會採用（全體指派、20%民選、40%民選、50%民選、60%民選、80%民選、以及全體民選）。在2003年2月一連串令人困惑的公投中，所有的選項全未通過，儘管80%民選、20%委任的選項距離門檻僅差3票。部分工黨國會議員們則支持徹底廢院，反對以上所有選項。一個國會次團另行提案，建議全院70%民選，其他名額大部分由委員會指挀，以傳承技巧、知識、與經驗。該案亦未能排上議程。於是新的貴族議員僅由院內指派而受冊封。
工黨對上議院的改革仍未聲明將會提出何種體制，其傾向於支持比利·布拉格（Billy Bragg）的二次委選（Secondary Mandate）體制。下議院2007年3月7日以337比224票、113票的多數，支持未來所有上議院的席次都必須經由選舉產生，不得再採世襲或任命制；工黨下議院領袖傑克·斯特勞表示，這是上議院改革歷史性重要的一步。其中原本被看好80%上議院議員由選舉產生，其他20%仍由政府任命的方案，以305比267，僅38票的多數通過，不及要求所有上議院席次都必須經由選舉產生的提案。傑克·斯特勞表示，有關上議院改革已討論數十年，他說：「今天的表決是推動這項工作歷史性重要一步，突破下議院的僵局，寫下英國國會歷史重要的一頁」，「我很高興各政黨議員對此取得共識，並決定了推動的方向」。
保守黨主張8%民選的第二院，而自由民主黨則籲求改組為全民直選的參議院，設立民選的國會第二院（類似於美國參議院），為2005年英国大选時的選戰主軸。選後的女皇致辭（Queen's Speech）宣告，政府於2005年至2006年度的立法會期中「將帶動提案以持續改革上議院」。
2010年英國大選後，保守黨及自由民主黨的聯合政府再次提出改革上議院的議案，300席的上議院80%民選、20%委任，但受保守黨的後座議員反對及工黨拒絕支持而擱置。而選舉制度的改革公投則於2011年被否決。

## 组成与权力
三个部分组成了国会：君主，上议院和下议院。这三个部分相互分立。上议院议员被法律禁止从下议院议员中选出。虽然并没有法律上的障碍，但君主按照惯例，并不投票。
根据王室特权和政府协议，所有的议案要变成法律形式上依然需要呈請君主御。王室特权还包括解散國会、代表英國對外簽署國際條約、宣战、授勋。事实上，君主通常是依据內閣建议行使这些权力。下議院並會選舉一位議員兼任首相以組織內閣，並由首相挑選其他議員兼任大臣，組成國王陛下政府。首相與所有閣員的權力來自下議院，但在禮儀上必須由君主任命。
典型的內閣制民主政體主要的制度特徵是行政一元化，由人民選舉國會下议院議員，並由多數黨組閣，行政權掌握在內閣總理手中，故有虛位元首與副署制度，行政與立法則是成員混合卻又互相對抗。故內閣制民主政體的運作可被視為一連串的授權關係（chains of delegation），由最基本的委託人－選民－逐步地將決策權威授予不同的機構。首先，由選民經選舉授權予議員，由議員組成的議會再授權予政府，由政府中的內閣再授權予各部會，之後部會再授權予官僚體系執行政策（Strom et al., 2003）。
更仔細來說，選民可被視為是所謂的委託人，而定期、公開、公平與競爭性的民主選舉（election）則可被視為是一種授權的程序，而最後所選出的民選官員（elected officials），即是上述定義中，實踐委託人（選民）期望或目標的代理人。在這種互動關係底下，對所有的委託人（選民）而言，要確保這些代理人（民選官員）不會背離選民的託付，甚至發生濫權謀利或怠忽職守的情形，就必須要配合某種獎懲的機制，來控制與防止代理人有關上述行為的發生。簡言之，選民主要透過選票一方面授權給國會議員，另一方面也藉此對其表現加以課責；相對而言，國會議員需對其權力來源的選民負責。

## 任期
英國下議院于2011年制定「國會固定任期法令」，英國大選每5年舉行一次，具體日期是5月份的第一個星期四。英國首相會在五年任期后向国王提請解散國會，所以英國國會（下議院）議員的任期不會超過五年。
內閣之閣員必須出席國會為政策辯護，並且接受議員的監督質詢。另外政府提出的重大議案如果未獲議會通過，就可能面臨議會提出不信任案，不信任案一旦表決通過，則將迫使首相辭職，首相解散議會，重新舉行大選。除倒閣外，在內閣制國家運作中，國會通常還有一些其他方式可以表示對內閣的不滿，進而可能產生倒閣的結果。

## 立法职能
現今的英國上議院並非毫無實權。上議院原由終身議員（非世襲）與世襲議員組成，後來世襲議員數量被減少到一百人以下，席位由所有世襲貴族互選。上議院對預算案否決，若下院重新可決，則上議院之決議立即無效。上議院對其他法案之否決，若繼續經下議院連續兩會期可決（約一年），上議院決議無效。所以上議院有阻延法案的功能和權力。上議院議員也有可能因同僚決議失去席位，前次案例是第一次世界大戰，上議院撤銷仍任職歐洲敵國王室的本國貴族職權。
法理上，一切法案仍須經英國君主批准。而且兩院的權力仍來自國君所代表的主權，稱為「君臨國會」。前次君主否決國會法案在1708年，被否決的是蘇格蘭民兵法。

## 司法职能
上議院也仍有彈劾審判權及叛國罪審判權。下議院通過之內閣官員彈劾應送上院裁判。前次案例發生於1806年。2006年曾有下議院彈劾首相貝理雅動議，沒有通過。
法理上，君王代表最高司法權，國會兩院組成「王座法庭」。但下議院後來不參加審判事務，所以上議院是實際上的最高法院。但上議院人數眾多，實務上承審人員僅是晉封上議院「法律貴族」終身職的少數法官。這些人等於是具有國會議員資格的大法官，但自十九世紀起，他們不參與上議院議案投票。也極少對政治議題發言。

## 圖集

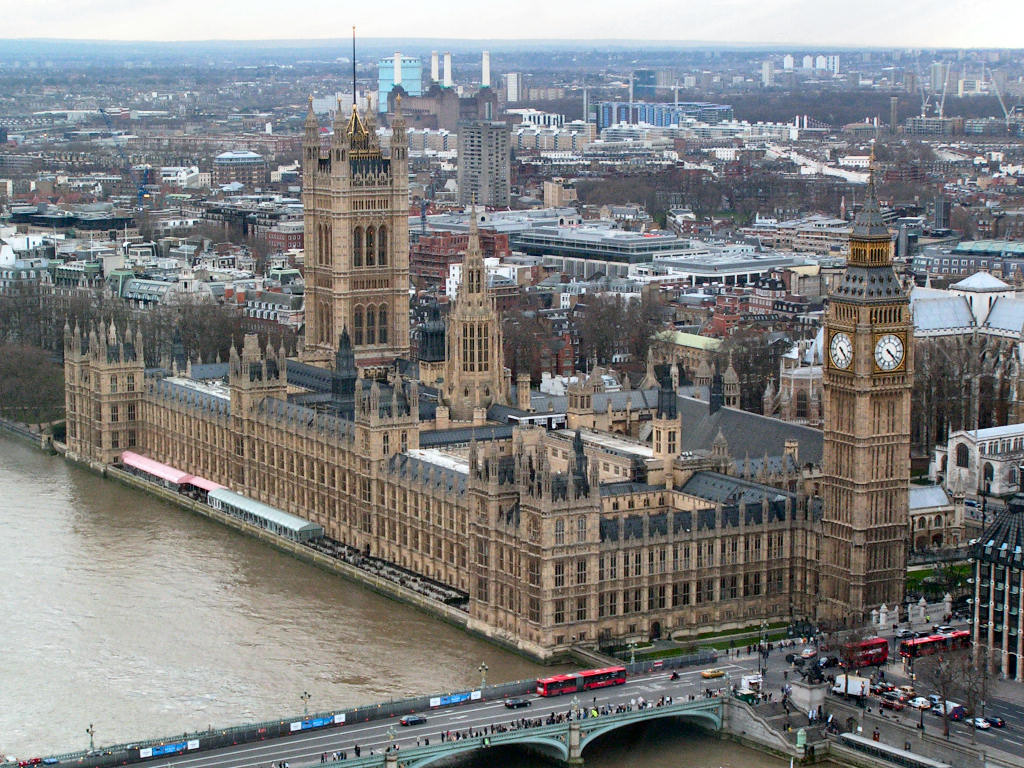
主體和俯視角
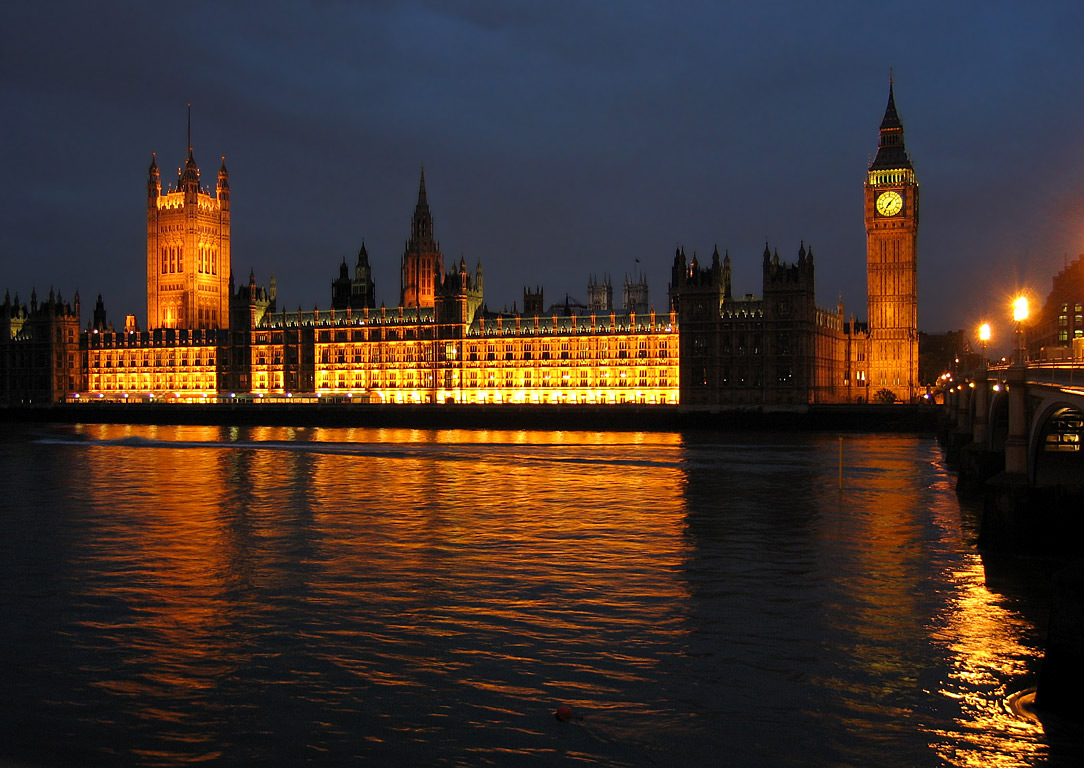
英國國會大廈西敏寺與大笨鐘夜景

## 外部連結
- 英國國會網站 （页面存档备份，存于）（英文）
- 上議院席次 （页面存档备份，存于）（英文）
- 下議院席次 （页面存档备份，存于）（英文）